# Stazione di Leoben Centrale
La stazione di Leoben Centrale (in tedesco Leoben Hbf) è la principale stazione ferroviaria della città austriaca di Leoben.
La stazione è sulla linea ferroviaria che collega la Ferrovia Meridionale da Bruck an der Mur a Sankt Michael sulla Rodolfiana.